# Église Saint-André de Valignat
L'église Saint-André est une église située à Valignat, en France.

## Localisation
L'église est située sur la commune de Valignat, dans le département français de l'Allier, au centre du village.

## Description
L'église est surmontée d'un clocher-mur, au niveau de l'arc triomphal. Un petit caquetoire s'appuie sur la façade.
Elle abrite un groupe sculpté en bois représentant saint Michel terrassant le dragon.
Le cimetière du village entoure l'église.

## Historique
L'église, de style roman, a été bâtie aux XIe et XIIe siècles.
L'édifice est inscrit au titre des monuments historiques en 1968.